# Herrania umbratica
Herrania umbratica är en malvaväxtart som beskrevs av Richard Evans Schultes. Herrania umbratica ingår i släktet Herrania och familjen malvaväxter. Inga underarter finns listade i Catalogue of Life.